# 비비고
비비고는 CJ 푸드빌의 글로벌 한식 브랜드이다. 비비고는 전통 한식의 철학 '비빔'과 편리함을 상징하는 '투 고(to-go)'의 합성어로 전세계에 한국의 맛과 멋을 널리 알리고 있다.
비비고는 프렌차이즈 음식점으로 2017년 현재 전 세계 27개의 지점이 있으며, 그 중 한국 지점으로는 인천국제공항 출국점, 인천국제공항 입국점, 고려대점, 코엑스몰점, CJ푸드월드점, 총 5군데가 있다. 자매품으로 계절밥상이 있다.

## 개요
CJ제일제당의 식품 브랜드. 브랜드명은 한국 요리의 대표 주자 비빔밥에서 착안하였다. 한국요리 관련 식품을 주로 취급하며 만두 계열 제품이 특히 잘 나가는 편이다. 전반적으로 냉동식품, 레토르트 식품을 위시한 간편식을 다루는데 볶음밥도 그렇고 만두도 그렇고 여러모로 냉동식품 분야 전반에서 상위권을 달리는 브랜드다. 가격 대비 상당히 맛있고 양질의 식품을 만들어 내기에 가성비를 중시하는 대중에게 사랑받고 있다.

## 역사
본래는 세계 시장 진출을 위한 한국요리 레스토랑 프랜차이즈로 출발하였으나, 현재는 사실상 식품 브랜드만 남은 상태이다.

## 음식 체인점
비비고'란 브랜드를 가장 먼저 시작한 것은 외식 사업 계열사인 CJ푸드빌이었다. 초기에는 이름에서 드러나듯이 글로벌 한국음식 브랜드보다는 비빔밥 브랜드에 가까웠다. 2010년 5월 10일, 광화문점 개점을 시작으로 대한민국 내 지점을 포함해 전 세계에 50여 개의 지점이 있었다. 초기 비비고 레스토랑은 비빔밥 전문점답게 '비비고 라이스'가 주력 메뉴였다. 매장에 가면 마치 샐러드바나 써브웨이에 온 것처럼 밥, 토핑, 소스를 선택하여 자신만의 비빔밥을 주문할 수 있었으며, 그 외에 돌솥비빔밥 및 만두나 떡갈비 등 곁들임 메뉴가 있었다. 그러나 찌개나 볶음밥 등 메뉴가 점점 추가되어 비빔밥은 메뉴의 일부로만 남게 되었고 비빔밥 전문점의 정체성은 곧 희미해졌다. 2010년대 초반 당시 인식상 비빔밥으로서는 다소 높은 가격대 및 애매한 포지셔닝 등이 원인이었는지 지속적인 반향을 얻지는 못하는 와중에, 같은 계열사 산하의 한국음식 뷔페 레스토랑인 계절밥상의 등장과 해외 지점 부진으로 인해 지점 수는 점점 더 축소되었다. 해외 지점도 차례로 문을 다 닫고 2018년 4월 25일부로 남아있던 매장(인천국제공항 출국점, 인천국제공항 입국점, 코엑스몰점)도 곧 폐점이 확정되면서 음식점으로서의 비비고 브랜드는 막을 내리게 되었다. 초기 CJ에서는 고추장같은 한식 소스를 해외에 수출하는 방향을 고려하고 있었으나, 노희영은 한국음식 자체가 유행하지 않은 상황에서, 소스를 유행시키는건 어렵다는 판단 하에, 세계적으로 이미 많은 사람들에게 익숙한 음식인 만두를 활용하는게 어떻겠냐는 제안을 하게 된다.

## 간편식 브랜드
비비고 간편식 브랜드의 성공에는 노희영 고문의 역할을 빼놓기가 어렵다. 당시 CJ그룹은 자사의 식품사업을 확대하기 위해, 한국음식의 세계화를 시도하고있었고, 이를 위해 영입한게 오리온에서 부사장으로 역임중이었던 노희영이었다. 초기 CJ그룹에서는 고추장같은 한국음식 소스를 해외에 수출하는 방향을 고려하고 있었으나, 노희영은 한국요리 자체가 유행하지 않은 상황에서, 소스를 유행시키는건 어렵다는 판단하에, 하에, 세계적으로 이미 많은 사람들에게 익숙한 음식인 만두를 활용하는게 어떻겠냐는 제안을 하게 된다. 노희영은 비비고 만두사업을 본격화하기 위해, 그룹전체를 뒤져서 TF팀을 구성했고, 이때 노희영 고문과 함께한게 바로 CJ그룹의 식품연구소에서 근무하고 있던 강기문 센터장이었다. 강기문 센터장은 CJ그룹의 냉동식품 부서가 처음 시작될때부터 근무해온 베테랑 중의 베테랑이었지만, 노희영 고문이 비비고 만두 사업을 시작하기 몇년 전 미국시장에 만두사업을 도전했다가 실패한 경험이 있었다.노희영 고문은 2010년 CJ그룹 내에서 냉동만두 연구개발에있어서 가장 경험이 많았던 강기문 센터장을 발탁했고, 강기문 센터장을 비롯한 부장급 직원 여럿을 동원한 TF팀을 꾸려, 최초로 등장한 비비고의 간편식 브랜드 비비고 만두를 만들어낸다.비비고 만두는 그 시작부터 한국음식의 세계화라는 CJ그룹의 역점사업과 맞닿아 있었기 때문에, 대한민국아닌 미국에서 처음 선보였는데, 이게 큰 반향을 일으키자, 대한민국 역수출을 하면서, 대한민국에서도 크게 성공하게 된다.비비고 만두는 출시 1년 만에 대한민국 시장에서 1위에 올랐다. 2021년 말 기준으로 대한민국 냉동 만두 시장 점유율은 47.3%로 사실상 CJ제일제당의 독주 체제다. ## 2위인 풀무원은 13.7%, 해태제과식품(고향만두)는 12.5%이다.2019년에는 대한민국 외 매출(5,520억 원)이 대한민국 내 매출(3,160억 원)을 넘어섰다. 수출용 상품 포장에는 중국식 만두(dumpling)가 아니라 ‘mandu’라고 표기했다. 피가 두껍고 탄수화물이 많은 중국·일본 만두와 달리, 비비고는 얇은 피에 고기와 야채의 밸런스(균형)가 좋은 한국 요리 만두의 특징을 (비비고 만두가) 그대로 담고 있는 점을 강조한 것이다.해외 시장에서의 성공의 비결은 바로 맛이었다. 당시 미국에서 생산되던 냉동만두는 대부분 기존의 만두를 만든 후, 단순히 냉동을해서 파는 수준이었던데에 반해, 대한민국의 냉동만두들은 한번 더 스팀을 하는 과정을 거쳤기 때문에, 미국 기준으로 비비고 만두의 맛이 월등히 뛰어났다. 실제로 당시 미국의 냉동만두들은 단순히 데워서 먹는것 이상을 하기 어려웠지만, 비비고만두는 육즙이 살아 있고, 라면 등 국물요리에 넣거나 튀기거나 쪄도 타사 제품에 비해 풍부한 고기의 맛이 살아 있었다. 이러한 탓에 빠르게 입소문을 타고 시장 점유율을 끌어올릴 수 있었다.해외 시장에서 성공할 수 있었던 또다른 이유로는 2014년 가수 싸이를 모델로 한 광고를 빼놓을 수 없다. “(매출에) 기름이 붙은 변곡점”이다. 특히 싸이의 인지도가 높은 미국에서는 ‘싸이고 비비고’라는 광고 카피를 썼는데, 싸이의 지명도에 올라타려는 마케팅 전략이었고 이는 제대로 적중했다. 2017년에 시작한 ‘왕맥(왕교자+맥주) 캠페인’도 계절별 매출을 고르게 이끈 공신이다. 집에서 여름철 맥주안주로 만두가 좋다는 내용으로, 수제 맥주와 편의점 ‘4캔 만 원 맥주’가 인기를 끌던 때였다. 맥주 인기에 힘입어 집에서 나초 같은 간식이 지겨울 때 간편하게 만두도 함께 먹을 수 있다는 광고 포인트가 제대로 (소비자에게) 먹혔다. 2017년 비비고 만두의 여름철(6~8월) 평균 월 매출은 70억 원으로, 2016년 같은 기간 매출의 3배를 웃돌았다.‘만두 다음’이 필요했던 때 또 한 번의 도약은 2018년 말 엉겁결에 찾아왔다. 저렴한 에어프라이어의 가정 보급으로 튀김 제품 수요가 생긴 터였다. 당시 보급률은 10%가 조금 넘는 수준. 당장 핫도그 포장 앞면에 에어프라이어 조리법을 붙이고, 에어프라이어에 적합한 제품군 출시에 주력했다. 이후 6개월 만에 발 빠르게 나온 ‘고메 돈카츠’ 시리즈는 나오자마자 대박을 터뜨렸다. 고메 돈카츠는 2019년 6월 한 달 동안에만 30만 봉 남짓 팔려 매출 20억 원을 올렸다. ## 2020년 비비고 만두가 연매출 1조 원을 돌파했다.도미니카 공화국의 야구장 에스타디오 키스케야에 비비고 매장이 존재한다. 비비고에서 만든 간편식들을 판매하는 것으로 보인다.

## 제품

### 만두
- 왕교자
  - 왕교자
  - 새우왕교자
  - 김치왕교자
  - 매운왕교자
  - 군교자
  - 해물파전군교자
  - 365 교자만두

- 한섬만두
  - 한섬만두
  - 소고기한섬만두

- 찐만두
  - 왕만두
  - 김치왕만두
  - 수제고기만두
  - 찰보리감자만두
  - 찐만두
  - 청양고추찐만두
  - 평양만두

- 군만두
  - 군만두
  - 물만두
  - 수제만두
  - 진한고기만두
  - 부추새우만두
  - 진한김치만두
  - 버섯소고기만두
  - 깻잎고기만두
  - 든든한섬만두

- 플랜테이블: 비건 만두
  - 왕교자
  - 김치왕교자

- 기타
  - 사찰식만두[8][9]

### 김치
- 포기김치
  - 포기김치(풍부)
  - 썰은김치(풍부)
  - 썰은배추김치
  - 시원한포기김치
  - 우리아이백김치
  - 우리아이썰은김치
  - 백김치
  - 묵은지

- 별미김치
  - 총각김치
  - 아삭한총각김치
  - 열무를 넣은 총각김치
  - 열무김치
  - 깍두기
  - 파김치
  - 갓김치
  - 보쌈김치
  - 깻잎김치
  - 열무물김치
  - 석박지
  - 오이김치

### 탕/국/찌개
- 국
  - 전복미역국
  - 육개장
  - 소고기미역국
  - 소고기무국
  - 소고기장터국
  - 사골순댓국
  - 차돌육개장
  - 콩나물황태국

- 탕
  - 갈비탕
  - 시래기감자탕
  - 닭곰탕
  - 동태탕
  - 사골곰탕
  - 삼계탕
  - 설렁탕
  - 남도식추어탕
  - 한우사골곰탕
  - 진국설렁탕
  - 도가니탕
  - 꼬리곰탕

- 찌개
  - 된장찌개
  - 차돌된장찌개
  - 두부김치찌개
  - 돼지고기김치찌개
  - 스팸부대찌개

### 소프트밀
- 파우치형
  - 소고기죽
  - 버섯야채죽
  - 전복죽
  - 단호박죽
  - 녹두닭죽
  - 새우 달걀죽
  - 들깨버섯죽
  - 동지팥죽
  - 통단팥죽
  - 누룽지닭백숙죽

- 용기형
  - 소고기죽
  - 버섯야채죽
  - 전복죽
  - 단호박죽
  - 통단팥죽
  - 누룽지닭백숙죽
  - 흑임자죽
  - 새우달걀죽

- 프리미엄
  - 낙지김치죽
  - 삼선해물죽
  - 불낙죽
  - 전복삼계죽
  - 전복내장죽
  - 한우소고기죽
  - 보양닭백숙죽

### 한식반찬
- 불고기/떡갈비
  - 바싹불고기
  - 남도떡갈비[10][11]

- 동그랑땡/완자
  - 도톰동그랑땡
  - 도톰해물완자

- 반찬류
  - 무말랭이무침
  - 소고기장조림
  - 꽈리고추장조림
  - 오징어채볶음
  - 견과류멸치볶음
  - 메추리알장조림
  - 호두연근조림
  - 고추장쥐포볶음

- 생선/구이
  - 생선구이
  - 고등어구이
  - 가자미구이
  - 삼치구이
  - 임연수구이
  - 순살 고등어구이
  - 순살 삼치구이
  - 갈치구이

### 냉동밥
- 볶음밥
  - 새우볶음밥
  - 닭가슴살볶음밥
  - 햄야채볶음밥
  - 차돌깍두기볶음밥
  - 소고기볶음밥
  - 닭갈비볶음밥
  - 매콤부추고기볶음밥
  - 간장버터장조림볶음밥
  - 베이컨김치볶음밥

### 냉동면
- 잡채
  - 모둠잡채
  - 버섯잡채

- 칼국수
  - 진한교자칼국수
  - 얼큰버섯칼국수
  - 얼큰특칼국수
  - 바지락칼국수

### 김/스낵
- 조미김
  - 토종김(참기름)
  - 토종김(들기름)
  - 한식간장김
  - 직화구이김
  - 어린이김
  - 김밥김
  - 구운김
  - 초사리 곱창돌김

- 김자반
  - 한식간장김자반
  - 버터간장김자반

- 김스낵
  - 비비고칩 오리지널
  - 비비고칩 스위트콘
  - 비비고칩 포테이토
  - 비비고칩 타코와사비
  - 김스낵 오리지널
  - 김스낵 바베큐맛
  - 김스낵 핫스파이시